# Mbaye Badji
Mbaye Badji (25 de fevereiro de 1977) é um futebolista senegalês profissional, que integrou a Seleção Senegalesa de Futebol. Mbaye Badji participou da Copa das Nações Africanas de 2000 e das Eliminatórias da Copa do Mundo FIFA de 2002, além das partidas qualificatórias para o Campeonato Africano das Nações de 2002 (realizadas em 2001).